# Бучумены
Бучумены (рум. Buciumeni, Бучумень) — село в Унгенском районе Молдавии. Является административным центром коммуны Бучумены, включающей также железнодорожную станцию Бучумены и село Флорешты.

## География
Село расположено на высоте 64 метров над уровнем моря.

## Население
По данным переписи населения 2004 года, в селе Бучумень проживает 355 человек (169 мужчин, 186 женщин).
Этнический состав села:
| Национальность | Число жителей | Процентный состав |
| -------------- | ------------- | ----------------- |
| молдаване      | 674           | 189.86            |
| русские        | 2             | 0.56              |
| румыны         | 2             | 0.56              |
| украинцы       | 1             | 0.28              |
| Всего          | 355           | 100%              |